# Stockholms musikgymnasium
Stockholms musikgymnasium är numera en del av Kungsholmens gymnasium, vars officiella namn är Kungsholmens gymnasium/Stockholms musikgymnasium. Musikgymnasiet utgör tillsammans med Adolf Fredriks Musikklasser (tidigare Stockholms Musikklasser) en stor del av Stockholmstraktens musikliv och medverkar varje år i ett stort antal uppträdanden, bland annat vid den årliga luciakonserten i Globen. Körerna har även en lång tradition av internationellt tävlande med topplaceringar som resultat. Våren 2013 vann de två körerna i årskurs 3 fem gulddiplom och två Grand Prix i organisationen Interkulturs tävlingar i Budapest och Venedig.

## Utbildning
Eleverna vid Stockholms musikgymnasium erbjuds att studera med ett specialutformat program närliggande antingen samhällsvetenskapliga programmet eller naturvetenskapliga programmet. Majoriteten av musikutbildningen består av körlektioner, men utrymme ges även för avancerad körsångsteori. Elever kan även söka till Stockholms Musikgymnasiums Kammarkör, vilket innebär ytterligare ca musikundervisning. I övrigt läser eleverna vanliga skolämnen, såsom matematik, svenska, engelska med flera.
Antagningen till utbildningen är relativt krävande. Till meritvärdet från grundskolebetygen adderas en extra poäng baserad på ett muntligt och skriftligt musikprov. Maximala poängen är 680 poäng där betygspoängen motsvarar 340 poäng och provresultatet 340 poäng.

## Historik
Stockholms musikgymnasium inrättades 1959 som en naturlig påbyggnad på de vid det laget 20 år gamla Stockholms folkskolors sångklasser. De lokaliserades till Adolf Fredriks skola, och delade rektor med Adolf Fredriks rektorsområde. Dock måste för kompetensens skull skolledningen utökas med en lektorsbehörig studierektor, som inlånades från Norra Latin. Namnet var fram till 1967 Stockholms musikgymnasium i Adolf Fredriks skola och från 1967 till 1984 Adolf Fredriks skola - Musikgymnasium och musikklasser. Studentexamen gavs första gången 1963.
1984 flyttades musikgymnasiet trots diverse protestaktioner över till Kungsholmens gymnasium för att ge rum åt musikklasserna, som skulle koncentreras till Adolf Fredriks skola efter att ha haft filialer bland annat i Maria skola (se vidare Stockholms Musikklasser). Åren 1993–1995 var musikgymnasiet liksom övriga sektioner av Kungsholmens gymnasium flyttat till Nya Elementar i Åkeshov för renovering av skolhuset på Kungsholmen.
Musikgymnasiets kamratförening bildades 1963 då skolan släppte ut sina första studenter. Den levde ett intensivt liv med fyra träffar per år fram till 1968.
1966 bildades inom denna förenings ram en kör Stockholms Musikstudenter, som leddes av Marianne Hillerudh. Kören gjorde under sin aktiva tid under cirka 10 år ett flertal körresor och gav konserter i stockholmsområdet fyra gånger om året.
1989 grundades Stockholms Musikgymnasiums Kammarkör av Gary Graden som då var lärare på Stockholms Musikgymnasium. Kören är i högsta grad avktiv och leds sedan hösten 2002 av Helene Stureborg.

## Dirigenter
De första musiklärarna/dirigenterna vid Stockholms musikgymnasium var Emanuel Rönnås, Ture Gudmundsson, Birger Källén och Elisabeth Gustavsson. Andra som verkat vid skolan är bland andra Marianne Hillerudh, Jan Åke Hillerud, Bo Alphonce, Bo Johansson, Leif Thuresson, Gary Graden, Mikael Wedar och Helene Stureborg.
Aktiva dirigenter/körledare vid Kungsholmens Gymnasium/Stockholms Musikgymnasium:
- Sofia Ågren
- Bengt Ollén
- Maria Goundorina
- Mikael Wedar

## Kända studenter
För lista över kända studenter som gått gymnasiet, se sidan Kungsholmens gymnasium/Stockholms musikgymnasium.